# Кейс-стаді
Case study включає пильну, поглиблену та детальну експертизу конкретної справи чи справ у контексті реального світу. Наприклад, case study в медицині можуть зосередитись на окремо взятому пацієнті чи на нездужанні; case study в бізнесі можуть охоплювати стратегію певної фірми або ширший ринок; аналогічно, case study в політиці можуть варіюватися від вузьких явищ з часом (наприклад, конкретна політична кампанія) до величезних починань (наприклад, Світова війна).
Як правило, case study може висвітлити майже будь-яку особу, групу, організацію, подію, систему переконань або дії. Case study не обов'язково повинно бути одним спостереженням (N = 1), але може включати багато спостережень (одне або декілька фізичних та юридичних осіб протягом декількох проміжків часу, все в рамках одного і того ж конкретного дослідження).
Case study широко практикуються як у соціальних, так і в природничих науках.

## Case study у дизайні дослідження
Як і у випадку з іншими методами соціальних наук, жоден з дослідницьких проєктів не домінує у дослідженні конкретних випадків. Case study можуть використовувати принаймні чотири типи конструкцій. По-перше, може існувати тип дизайну case study «не теорія насамперед», який тісно пов'язаний з методологічною роботою Кетлін М. Айзенхардт. Другий тип дизайну досліджень підкреслює різницю між одно- та багаторазовими дослідженнями, дотримуючись рекомендацій Роберта К. Іня та великих прикладів. Третій проєкт стосується «соціальної побудови реальності», представленої роботою Роберта Е. Стейка. Нарешті, обґрунтуванням проєкту для конкретного дослідження може бути виявлення «аномалій». Представником цього вчення є Майкл Буравой. Кожна з цих чотирьох конструкцій може призвести до різних застосувань, і розуміння їхніх іноді унікальних онтологічних та гносеологічних припущень стає важливим. Однак, хоча конструкції можуть мати суттєві методологічні відмінності, вони також можуть використовуватися у чітко визнаних поєднаннях між собою.
Хоча case study можуть бути призначені для надання обмежених пояснень окремих випадків чи явищ, вони часто призначені для теоретичного розуміння особливостей більш широкої сукупності.

### Вибір case та структура
Вибір case у дослідженні конкретного предмета, як правило, призначений як для пошуку випадків, які є репрезентативною вибіркою, так і з різними розмірами теоретичного інтересу. Використання, яке є виключно репрезентативним, наприклад, середній або типовий випадок, часто не є найбагатшим за інформацією. Для уточнення історії та причинно-наслідкових зв'язків корисніше відібрати теми, які пропонують цікавий, незвичний або особливо показова сукупність обставин. Вибір кейсу, який базується на репрезентативності, рідко зможе дати ці види інформації.
Попри те, що випадковий вибір кейсів є дійсною стратегією вибору кейсів у дослідженнях з великим N, серед науковців існує консенсус щодо того, що він ризикує створити серйозні упередження в дослідженнях з малим N. Як правило, слід вибирати випадки, що мають високий очікуваний приріст інформації. Наприклад, випадкові кейси (екстремальні, девіантні чи нетипові) можуть розкрити більше інформації, ніж потенційно репрезентативні. Кейс також може бути обраний через невіднятний інтерес кейсу або обставини, що його оточують. Як альтернатива він може бути обраний через поглиблені місцеві знання дослідників; там, де дослідники володіють цими місцевими знаннями, вони можуть «замочувати та тикати», як висловився Річард Фенно, і тим самим запропонувати аргументовані рядки пояснень, засновані на цьому багатому знанні та обставин.
Окрім рішень щодо вибору кейсу, предмета та об'єкта дослідження, необхідно приймати рішення щодо мети, підходу та процесу в конкретному дослідженні. Таким чином, Гері Томас пропонує типологію для case study, де спочатку визначаються цілі (оцінювальний чи дослідницькі), потім окреслюються підходи (теоретичне тестування, побудова теорії чи ілюстративне), потім приймаються рішення щодо процесів, причому головний вибір між тим, чи дослідження має бути одиничним або багаторазовим, а також вибір того, чи буде дослідження ретроспективним, знімковим або діахронічним, і вкладене воно, паралельне чи послідовне.
Джон Геррінг та Джейсон Сірайт перелічують сім стратегій відбору кейсів:
1. Типовими кейсами є кейси, що ілюструють стабільні взаємовідносини між ними. Ці кейси є репрезентативними для більшої сукупності випадків, і мета дослідження полягає в тому, щоб проаналізувати кейс, а не порівняти його з іншими.
2. Різні кейси — це кейси, що мають варіації відповідних змінних X та Y. Через діапазон варіацій відповідних змінних, ці кейси репрезентативні для всієї сукупності кейсів.
3. Екстремальні кейси — це кейси, які мають екстремальне значення для змінної X або Y щодо інших випадків.
4. Девіантні кейси — це кейси, які кидають виклик чинним теоріям і здоровому глузду. Вони не тільки мають екстремальні значення на X або Y (як екстремальні кейси), але не піддаються чинним знанням про причинно-наслідкові зв'язки.
5. Впливними є випадки, які є центральними для моделі чи теорії (наприклад, нацистська Німеччина в теоріях фашизму та ультраправих).
6. Більшість подібних кейсів — це кейси, подібні за всіма незалежними змінними, крім кейса, який цікавить дослідника.
7. Найбільш різні кейси — це кейси, що відрізняються за всіма незалежними змінними, крім кейса, який цікавить дослідника.

Для теоретичного відкриття Джейсон Сірайт рекомендує використовувати девіантні кейси або крайні кейси, які мають екстремальне значення для змінної X.
Аренд Лейпхарт та Гаррі Екштейн виділили п'ять типів дослідницьких проектів (залежно від цілей дослідження), Олександр Джордж та Ендрю Беннет додали шість категорій:
1. В атеоретичних (або конфігуративних ідіографічних) тематичних дослідженнях мета полягає в тому, щоб дуже добре описати кейс, але не сприяти створенню теорії.
2. В інтерпретаційних (або дисциплінованих конфігуративних) тематичних дослідженнях метою є використання усталених теорій для пояснення конкретного випадку.
3. В утворювальних гіпотезах (або евристичних) тематичних дослідженнях метою є індуктивне виявлення нових змінних, гіпотез, причинно-наслідкових механізмів та причинно-наслідкових шляхів.
4. При теоретичному тестуванні тематичних досліджень метою є оцінка обґрунтованості та обсягу умов чинних теорій.
5. У зондах правдоподібності метою є оцінка правдоподібності нових гіпотез та теорій.
6. При вивченні будівельних блоків типів або підтипів мета полягає у визначенні загальних закономірностей між випадками.

З точки зору вибору справи, Гері Кінг, Роберт Кеохане та Сідні Верба застерігають від «вибору залежною змінної». Наприклад, вони стверджують, що дослідники не можуть робити обґрунтованих причинно-наслідкових висновків про початок війни, лише розглядаючи випадки, коли війна справді сталася (дослідник також повинен розглянути випадки, коли війни не відбулося). Однак вчені якісних методів заперечують це твердження. Вони стверджують, що вибір залежної змінної може бути корисним залежно від цілей дослідження.
Кінг, Кеохане та Верба стверджують, що методологічної проблеми при виборі пояснювальної змінної немає. Вони попереджають про мультиколінеарність (вибираючи дві або більше пояснювальних змінних, які ідеально корелюють між собою).

## Застосування та обмеження

### Застосування
Case study зазвичай розглядаються як плідний спосіб висувати гіпотези та генерувати теорії. Case study також корисні для формулювання концепцій, які є важливим аспектом побудови теорії. Поняття, що використовуються в якісних дослідженнях, як правило, матимуть вищу концептуальну валідність, ніж поняття, що використовуються в кількісних дослідженнях (через концептуальне розтягнення: ненавмисне порівняння різнорідних випадків). Тематичні дослідження додають описового багатства. Тематичні дослідження підходять для пояснення результатів в окремих випадках, для чого кількісні методи менш підготовлені. Шляхом набутих знань та опису тематичні дослідження можуть повністю визначити причинно-наслідкові механізми таким чином, що може бути складнішим у дослідженні з великим N. З точки зору виявлення «причинно-наслідкових механізмів», деякі вчені розрізняють «слабкі» та «сильні ланцюги». Сильні ланцюги активно з'єднують елементи причинно-наслідкового ланцюга для отримання результату, тоді як слабкі ланцюги — це просто інтервенційні змінні.
Тематичні дослідження випадків, що суперечать чинним теоретичним очікуванням, можуть сприяти знанню, окреслюючи, чому випадки порушують теоретичні прогнози, та вказуючи обсяги теорії. Тематичні дослідження корисні в ситуаціях причинно-наслідкової складності, коли існує еквіфінальні, складні ефекти взаємодії та залежність шляху. Тематичні дослідження можуть виявити необхідні та недостатні умови, а також складні комбінації необхідних та достатніх умов. Вони стверджують, що тематичні дослідження також можуть бути корисними для визначення умов обсягу теорії: чи є змінні достатніми чи необхідними для досягнення результату.

### Обмеження
Розробляючи соціальне розслідування, впливова книга 1994 року, написана Гері Кінгом, Робертом Кеоханом та Сідні Вербою, в першу чергу застосовує уроки від регресійно-орієнтованого аналізу до якісних досліджень, стверджуючи, що однакові логіки причинно-наслідкового висновку можуть бути використані в обох типах досліджень. Рекомендація авторів полягає у збільшенні кількості спостережень (рекомендація, яку Барбара Геддес робить також у «Парадигмах» та «Піщаних замках»), оскільки мало спостережень ускладнює оцінку численних причинних наслідків, а також збільшує ризик існування похибка вимірювання, а також те, що подія в одному випадку була спричинена випадковою помилкою або непоміченими факторами. KKV розглядає відстеження процесів та якісне дослідження як «неможливе дати сильний причинно-наслідковий висновок» через те, що якісні вчені боролись би з тим, яка з багатьох змінних, що втручаються, справді пов'язує незалежну змінну із залежною змінною. Основна проблема полягає в тому, що для якісного дослідження бракує достатньої кількості спостережень, щоб правильно оцінити ефекти незалежної змінної. Вони пишуть, що кількість спостережень можна збільшити різними способами, але це одночасно призведе до іншої проблеми: що кількість змінних збільшиться і, таким чином, зменшить ступінь свободи.
Передбачувана проблема «ступенів свободи», яку ідентифікує KKV, широко вважається хибною; в той час, як кількісні вчені намагаються агрегувати змінні, щоб зменшити кількість змінних і, таким чином, збільшити ступінь свободи, якісні вчені навмисно хочуть, щоб їхні змінні мали багато різних атрибутів і складності. Наприклад, Джеймс Махоні пише: «байєсівський характер відстеження процесів пояснює, чому недоречно розглядати якісні дослідження як такі, що страждають на проблему малого N та деякі стандартні проблеми причинної ідентифікації». Можна зробити сильні причинно-наслідкові висновки з невеликого масиву даних.
Загальноописаним обмеженням тематичних досліджень є те, що вони не піддаються узагальненню. Деякі вчені, такі як Бент Флівб'єрг, відкинули це поняття. Оскільки дослідження з малим N не повинні покладатися на випадкову вибірку, вчені повинні бути обережними, уникаючи упередженості підбору при виборі відповідних випадків. Поширеною критикою якісної науковості є те, що випадки обираються тому, що вони відповідають заздалегідь прийнятим уявленням вченого, що призводить до необ'єктивних досліджень.
Олександр Джордж та Ендрю Беннет відзначають, що загальною проблемою у дослідженнях тематичного дослідження є узгодження суперечливих інтерпретацій одних і тих самих даних.

## Викладання case study
Вчителі можуть підготувати case study, яке потім використовуватиметься у навчальних аудиторіях у формі «навчального» case study (також див. Метод кейсів та методологія кейсів). Наприклад, ще в 1870 році в Гарвардській юридичній школі Крістофер Лангделл відступив від традиційного підходу до викладання лекцій і конспектів і почав використовувати справи, передані в суди, як основу для дискусій у класі. До 1920 року ця практика стала домінуючим педагогічним підходом, який застосовували юридичні школи в США.
Поза юридичних спеціальностей викладання тематичних досліджень стало популярним у багатьох різних сферах та професіях, починаючи від бізнес-освіти та закінчуючи науковою освітою. Гарвардська школа бізнесу була серед найвидатніших розробників та користувачів навчальних кейсів. Вчителі розробляють тематичні дослідження з урахуванням конкретних цілей навчання. Додаткові відповідні документи, такі як фінансова звітність, часові строки, короткі біографії та мультимедійні додатки (наприклад, відеозаписи інтерв'ю) часто супроводжують конкретні дослідження. Так само викладання тематичних досліджень набуває все більшої популярності в науковій освіті, охоплюючи різні біологічні та фізичні науки. Національний центр тематичних досліджень у галузі викладання наук зробив все більший обсяг навчальних тематичних досліджень доступними для використання в класі, для університетів, а також для курсів середньої школи.